# Listă de numere
Aceasta este o listă de articole despre numere. Datorită infinității multor șiruri de numere, această listă va fi întotdeauna incompletă. Prin urmare, vor fi incluse doar numere deosebit de notabile. Numerele pot fi incluse în listă pe baza notabilității lor matematice, istorice sau culturale, dar toate numerele au calități care ar putea să le facă remarcabile. Chiar și cel mai mic număr „neinteresant” este paradoxal interesant chiar pentru acea proprietate. Acest lucru este cunoscut sub numele de paradoxul interesant al numărului.
Definiția a ceea ce este clasificat ca număr este destul de ambiguă și se bazează pe distincții istorice. De exemplu, perechea de numere (3,4) este considerată în mod obișnuit ca un număr atunci când este sub forma unui număr complex (3+4i), dar nu și atunci când este sub forma unui vector (3,4).  
Această listă se concentrează pe numere ca obiecte matematice și nu este o listă de cifre, care sunt dispozitive lingvistice: substantive, adjective sau adverbe care desemnează numere. Se face distincția între numărul cinci (un obiect abstract egal cu 2 + 3) și cifra cinci (substantivul care se referă la acest număr).

## Numere naturale
| 0    | 1     | 2     | 3     | 4     | 5                                           | 6                                           | 7                                           | 8                                           | 9                                           |                                             |
| 10   | 11    | 12    | 13    | 14    | 15                                          | 16                                          | 17                                          | 18                                          | 19                                          |                                             |
| 20   | 21    | 22    | 23    | 24    | 25                                          | 26                                          | 27                                          | 28                                          | 29                                          |                                             |
| 30   | 31    | 32    | 33    | 34    | 35                                          | 36                                          | 37                                          | 38                                          | 39                                          |                                             |
| 40   | 41    | 42    | 43    | 44    | 45                                          | 46                                          | 47                                          | 48                                          | 49                                          |                                             |
| 50   | 51    | 52    | 53    | 54    | 55                                          | 56                                          | 57                                          | 58                                          | 59                                          |                                             |
| 60   | 61    | 62    | 63    | 64    | 65                                          | 66                                          | 67                                          | 68                                          | 69                                          |                                             |
| 70   | 71    | 72    | 73    | 74    | 75                                          | 76                                          | 77                                          | 78                                          | 79                                          |                                             |
| 80   | 81    | 82    | 83    | 84    | 85                                          | 86                                          | 87                                          | 88                                          | 89                                          |                                             |
| 90   | 91    | 92    | 93    | 94    | 95                                          | 96                                          | 97                                          | 98                                          | 99                                          |                                             |
| 100  | 101   | 102   | 103   | 104   | 105                                         | 106                                         | 107                                         | 108                                         | 109                                         |                                             |
| 110  | 111   | 112   | 113   | 114   | 115                                         | 116                                         | 117                                         | 118                                         | 119                                         |                                             |
| 120  | 121   | 122   | 123   | 124   | 125                                         | 126                                         | 127                                         | 128                                         | 129                                         |                                             |
| 130  | 131   | 132   | 133   | 134   | 135                                         | 136                                         | 137                                         | 138                                         | 139                                         |                                             |
| 140  | 141   | 142   | 143   | 144   | 145                                         | 146                                         | 147                                         | 148                                         | 149                                         |                                             |
| 150  | 151   | 152   | 153   | 154   | 155                                         | 156                                         | 157                                         | 158                                         | 159                                         |                                             |
| 160  | 161   | 162   | 163   | 164   | 165                                         | 166                                         | 167                                         | 168                                         | 169                                         |                                             |
| 170  | 171   | 172   | 173   | 174   | 175                                         | 176                                         | 177                                         | 178                                         | 179                                         |                                             |
| 180  | 181   | 182   | 183   | 184   | 185                                         | 186                                         | 187                                         | 188                                         | 189                                         |                                             |
| 190  | 191   | 192   | 193   | 194   | 195                                         | 196                                         | 197                                         | 198                                         | 199                                         |                                             |
| 200  | 201   | 202   | 203   | 204   | 205                                         | 206                                         | 207                                         | 208                                         | 209                                         |                                             |
| 210  | 211   | 212   | 213   | 214   | 215                                         | 216                                         | 217                                         | 218                                         | 219                                         |                                             |
| 220  | 221   | 222   | 223   | 224   | 225                                         | 226                                         | 227                                         | 228                                         | 229                                         |                                             |
| 230  | 231   | 232   | 233   | 234   | 235                                         | 236                                         | 237                                         | 238                                         | 239                                         |                                             |
| 240  | 241   | 242   | 243   | 244   | 245                                         | 246                                         | 247                                         | 248                                         | 249                                         |                                             |
| 250  | 251   | 252   | 253   | 254   | 255                                         | 256                                         | 257                                         | 258                                         | 259                                         |                                             |
| 260  | 261   | 270   | 280   | 290   | 300                                         | 400                                         | 500                                         | 600                                         | 700                                         |                                             |
| 800  | 900   | 1000  | 2000  | 3000  | 4000                                        | 5000                                        | 6000                                        | 7000                                        | 8000                                        |                                             |
| 9000 | 10000 | 20000 | 30000 | 40000 | 50000                                       | 60000                                       | 70000                                       | 80000                                       | 90000                                       |                                             |
| 105  | 106   | 107   | 108   | 109   | Numere foarte mari, inclusiv 10100 și 10100 | Numere foarte mari, inclusiv 10100 și 10100 | Numere foarte mari, inclusiv 10100 și 10100 | Numere foarte mari, inclusiv 10100 și 10100 | Numere foarte mari, inclusiv 10100 și 10100 | Numere foarte mari, inclusiv 10100 și 10100 |

## Numere prime

### Primele 1000 de numere prime
Următorul tabel prezintă primele 1000 de numere prime, cu 20 de coloane de numere prime consecutive în fiecare dintre cele 50 de rânduri.
|          | 1    | 2    | 3    | 4    | 5    | 6    | 7    | 8    | 9    | 10   | 11   | 12   | 13   | 14   | 15   | 16   | 17   | 18   | 19   | 20   |
| -------- | ---- | ---- | ---- | ---- | ---- | ---- | ---- | ---- | ---- | ---- | ---- | ---- | ---- | ---- | ---- | ---- | ---- | ---- | ---- | ---- |
| 1–20     | 2    | 3    | 5    | 7    | 11   | 13   | 17   | 19   | 23   | 29   | 31   | 37   | 41   | 43   | 47   | 53   | 59   | 61   | 67   | 71   |
| 21–40    | 73   | 79   | 83   | 89   | 97   | 101  | 103  | 107  | 109  | 113  | 127  | 131  | 137  | 139  | 149  | 151  | 157  | 163  | 167  | 173  |
| 41–60    | 179  | 181  | 191  | 193  | 197  | 199  | 211  | 223  | 227  | 229  | 233  | 239  | 241  | 251  | 257  | 263  | 269  | 271  | 277  | 281  |
| 61–80    | 283  | 293  | 307  | 311  | 313  | 317  | 331  | 337  | 347  | 349  | 353  | 359  | 367  | 373  | 379  | 383  | 389  | 397  | 401  | 409  |
| 81–100   | 419  | 421  | 431  | 433  | 439  | 443  | 449  | 457  | 461  | 463  | 467  | 479  | 487  | 491  | 499  | 503  | 509  | 521  | 523  | 541  |
| 101–120  | 547  | 557  | 563  | 569  | 571  | 577  | 587  | 593  | 599  | 601  | 607  | 613  | 617  | 619  | 631  | 641  | 643  | 647  | 653  | 659  |
| 121–140  | 661  | 673  | 677  | 683  | 691  | 701  | 709  | 719  | 727  | 733  | 739  | 743  | 751  | 757  | 761  | 769  | 773  | 787  | 797  | 809  |
| 141–160  | 811  | 821  | 823  | 827  | 829  | 839  | 853  | 857  | 859  | 863  | 877  | 881  | 883  | 887  | 907  | 911  | 919  | 929  | 937  | 941  |
| 161–180  | 947  | 953  | 967  | 971  | 977  | 983  | 991  | 997  | 1009 | 1013 | 1019 | 1021 | 1031 | 1033 | 1039 | 1049 | 1051 | 1061 | 1063 | 1069 |
| 181–200  | 1087 | 1091 | 1093 | 1097 | 1103 | 1109 | 1117 | 1123 | 1129 | 1151 | 1153 | 1163 | 1171 | 1181 | 1187 | 1193 | 1201 | 1213 | 1217 | 1223 |
| 201–220  | 1229 | 1231 | 1237 | 1249 | 1259 | 1277 | 1279 | 1283 | 1289 | 1291 | 1297 | 1301 | 1303 | 1307 | 1319 | 1321 | 1327 | 1361 | 1367 | 1373 |
| 221–240  | 1381 | 1399 | 1409 | 1423 | 1427 | 1429 | 1433 | 1439 | 1447 | 1451 | 1453 | 1459 | 1471 | 1481 | 1483 | 1487 | 1489 | 1493 | 1499 | 1511 |
| 241–260  | 1523 | 1531 | 1543 | 1549 | 1553 | 1559 | 1567 | 1571 | 1579 | 1583 | 1597 | 1601 | 1607 | 1609 | 1613 | 1619 | 1621 | 1627 | 1637 | 1657 |
| 261–280  | 1663 | 1667 | 1669 | 1693 | 1697 | 1699 | 1709 | 1721 | 1723 | 1733 | 1741 | 1747 | 1753 | 1759 | 1777 | 1783 | 1787 | 1789 | 1801 | 1811 |
| 281–300  | 1823 | 1831 | 1847 | 1861 | 1867 | 1871 | 1873 | 1877 | 1879 | 1889 | 1901 | 1907 | 1913 | 1931 | 1933 | 1949 | 1951 | 1973 | 1979 | 1987 |
| 301–320  | 1993 | 1997 | 1999 | 2003 | 2011 | 2017 | 2027 | 2029 | 2039 | 2053 | 2063 | 2069 | 2081 | 2083 | 2087 | 2089 | 2099 | 2111 | 2113 | 2129 |
| 321–340  | 2131 | 2137 | 2141 | 2143 | 2153 | 2161 | 2179 | 2203 | 2207 | 2213 | 2221 | 2237 | 2239 | 2243 | 2251 | 2267 | 2269 | 2273 | 2281 | 2287 |
| 341–360  | 2293 | 2297 | 2309 | 2311 | 2333 | 2339 | 2341 | 2347 | 2351 | 2357 | 2371 | 2377 | 2381 | 2383 | 2389 | 2393 | 2399 | 2411 | 2417 | 2423 |
| 361–380  | 2437 | 2441 | 2447 | 2459 | 2467 | 2473 | 2477 | 2503 | 2521 | 2531 | 2539 | 2543 | 2549 | 2551 | 2557 | 2579 | 2591 | 2593 | 2609 | 2617 |
| 381–400  | 2621 | 2633 | 2647 | 2657 | 2659 | 2663 | 2671 | 2677 | 2683 | 2687 | 2689 | 2693 | 2699 | 2707 | 2711 | 2713 | 2719 | 2729 | 2731 | 2741 |
| 401–420  | 2749 | 2753 | 2767 | 2777 | 2789 | 2791 | 2797 | 2801 | 2803 | 2819 | 2833 | 2837 | 2843 | 2851 | 2857 | 2861 | 2879 | 2887 | 2897 | 2903 |
| 421–440  | 2909 | 2917 | 2927 | 2939 | 2953 | 2957 | 2963 | 2969 | 2971 | 2999 | 3001 | 3011 | 3019 | 3023 | 3037 | 3041 | 3049 | 3061 | 3067 | 3079 |
| 441–460  | 3083 | 3089 | 3109 | 3119 | 3121 | 3137 | 3163 | 3167 | 3169 | 3181 | 3187 | 3191 | 3203 | 3209 | 3217 | 3221 | 3229 | 3251 | 3253 | 3257 |
| 461–480  | 3259 | 3271 | 3299 | 3301 | 3307 | 3313 | 3319 | 3323 | 3329 | 3331 | 3343 | 3347 | 3359 | 3361 | 3371 | 3373 | 3389 | 3391 | 3407 | 3413 |
| 481–500  | 3433 | 3449 | 3457 | 3461 | 3463 | 3467 | 3469 | 3491 | 3499 | 3511 | 3517 | 3527 | 3529 | 3533 | 3539 | 3541 | 3547 | 3557 | 3559 | 3571 |
| 501–520  | 3581 | 3583 | 3593 | 3607 | 3613 | 3617 | 3623 | 3631 | 3637 | 3643 | 3659 | 3671 | 3673 | 3677 | 3691 | 3697 | 3701 | 3709 | 3719 | 3727 |
| 521–540  | 3733 | 3739 | 3761 | 3767 | 3769 | 3779 | 3793 | 3797 | 3803 | 3821 | 3823 | 3833 | 3847 | 3851 | 3853 | 3863 | 3877 | 3881 | 3889 | 3907 |
| 541–560  | 3911 | 3917 | 3919 | 3923 | 3929 | 3931 | 3943 | 3947 | 3967 | 3989 | 4001 | 4003 | 4007 | 4013 | 4019 | 4021 | 4027 | 4049 | 4051 | 4057 |
| 561–580  | 4073 | 4079 | 4091 | 4093 | 4099 | 4111 | 4127 | 4129 | 4133 | 4139 | 4153 | 4157 | 4159 | 4177 | 4201 | 4211 | 4217 | 4219 | 4229 | 4231 |
| 581–600  | 4241 | 4243 | 4253 | 4259 | 4261 | 4271 | 4273 | 4283 | 4289 | 4297 | 4327 | 4337 | 4339 | 4349 | 4357 | 4363 | 4373 | 4391 | 4397 | 4409 |
| 601–620  | 4421 | 4423 | 4441 | 4447 | 4451 | 4457 | 4463 | 4481 | 4483 | 4493 | 4507 | 4513 | 4517 | 4519 | 4523 | 4547 | 4549 | 4561 | 4567 | 4583 |
| 621–640  | 4591 | 4597 | 4603 | 4621 | 4637 | 4639 | 4643 | 4649 | 4651 | 4657 | 4663 | 4673 | 4679 | 4691 | 4703 | 4721 | 4723 | 4729 | 4733 | 4751 |
| 641–660  | 4759 | 4783 | 4787 | 4789 | 4793 | 4799 | 4801 | 4813 | 4817 | 4831 | 4861 | 4871 | 4877 | 4889 | 4903 | 4909 | 4919 | 4931 | 4933 | 4937 |
| 661–680  | 4943 | 4951 | 4957 | 4967 | 4969 | 4973 | 4987 | 4993 | 4999 | 5003 | 5009 | 5011 | 5021 | 5023 | 5039 | 5051 | 5059 | 5077 | 5081 | 5087 |
| 681–700  | 5099 | 5101 | 5107 | 5113 | 5119 | 5147 | 5153 | 5167 | 5171 | 5179 | 5189 | 5197 | 5209 | 5227 | 5231 | 5233 | 5237 | 5261 | 5273 | 5279 |
| 701–720  | 5281 | 5297 | 5303 | 5309 | 5323 | 5333 | 5347 | 5351 | 5381 | 5387 | 5393 | 5399 | 5407 | 5413 | 5417 | 5419 | 5431 | 5437 | 5441 | 5443 |
| 721–740  | 5449 | 5471 | 5477 | 5479 | 5483 | 5501 | 5503 | 5507 | 5519 | 5521 | 5527 | 5531 | 5557 | 5563 | 5569 | 5573 | 5581 | 5591 | 5623 | 5639 |
| 741–760  | 5641 | 5647 | 5651 | 5653 | 5657 | 5659 | 5669 | 5683 | 5689 | 5693 | 5701 | 5711 | 5717 | 5737 | 5741 | 5743 | 5749 | 5779 | 5783 | 5791 |
| 761–780  | 5801 | 5807 | 5813 | 5821 | 5827 | 5839 | 5843 | 5849 | 5851 | 5857 | 5861 | 5867 | 5869 | 5879 | 5881 | 5897 | 5903 | 5923 | 5927 | 5939 |
| 781–800  | 5953 | 5981 | 5987 | 6007 | 6011 | 6029 | 6037 | 6043 | 6047 | 6053 | 6067 | 6073 | 6079 | 6089 | 6091 | 6101 | 6113 | 6121 | 6131 | 6133 |
| 801–820  | 6143 | 6151 | 6163 | 6173 | 6197 | 6199 | 6203 | 6211 | 6217 | 6221 | 6229 | 6247 | 6257 | 6263 | 6269 | 6271 | 6277 | 6287 | 6299 | 6301 |
| 821–840  | 6311 | 6317 | 6323 | 6329 | 6337 | 6343 | 6353 | 6359 | 6361 | 6367 | 6373 | 6379 | 6389 | 6397 | 6421 | 6427 | 6449 | 6451 | 6469 | 6473 |
| 841–860  | 6481 | 6491 | 6521 | 6529 | 6547 | 6551 | 6553 | 6563 | 6569 | 6571 | 6577 | 6581 | 6599 | 6607 | 6619 | 6637 | 6653 | 6659 | 6661 | 6673 |
| 861–880  | 6679 | 6689 | 6691 | 6701 | 6703 | 6709 | 6719 | 6733 | 6737 | 6761 | 6763 | 6779 | 6781 | 6791 | 6793 | 6803 | 6823 | 6827 | 6829 | 6833 |
| 881–900  | 6841 | 6857 | 6863 | 6869 | 6871 | 6883 | 6899 | 6907 | 6911 | 6917 | 6947 | 6949 | 6959 | 6961 | 6967 | 6971 | 6977 | 6983 | 6991 | 6997 |
| 901–920  | 7001 | 7013 | 7019 | 7027 | 7039 | 7043 | 7057 | 7069 | 7079 | 7103 | 7109 | 7121 | 7127 | 7129 | 7151 | 7159 | 7177 | 7187 | 7193 | 7207 |
| 921–940  | 7211 | 7213 | 7219 | 7229 | 7237 | 7243 | 7247 | 7253 | 7283 | 7297 | 7307 | 7309 | 7321 | 7331 | 7333 | 7349 | 7351 | 7369 | 7393 | 7411 |
| 941–960  | 7417 | 7433 | 7451 | 7457 | 7459 | 7477 | 7481 | 7487 | 7489 | 7499 | 7507 | 7517 | 7523 | 7529 | 7537 | 7541 | 7547 | 7549 | 7559 | 7561 |
| 961–980  | 7573 | 7577 | 7583 | 7589 | 7591 | 7603 | 7607 | 7621 | 7639 | 7643 | 7649 | 7669 | 7673 | 7681 | 7687 | 7691 | 7699 | 7703 | 7717 | 7723 |
| 981–1000 | 7727 | 7741 | 7753 | 7757 | 7759 | 7789 | 7793 | 7817 | 7823 | 7829 | 7841 | 7853 | 7867 | 7873 | 7877 | 7879 | 7883 | 7901 | 7907 | 7919 |

Șirul A000040 la Enciclopedia electronică a șirurilor de numere întregi (OEIS).

### Numere semiprime
Un număr semiprim este produsul a 2 numere prime. Primele numere semiprime sunt următoarele:
4, 6, 9, 10, 14, 15, 21, 22, 25, 26, 33, 34, 35, 38, 39, 46, 49, 51, 55, 57, 58, 62, 65, 69, 74, 77, 82, 85, 86, 87, 91, 93, 94, 95, 106, 111, 115, 118, 119, 121, 122, 123, 129, 133, 134, 141, 142, 143, 145, 146, 155, 158, 159, 161, 166, 169, 177, 178, 183, 185, 187.

### Numere prime gemene
Două numere impare consecutive, ambele numere prime, se numesc numere prime gemene. Primele numere prime gemene sunt:
(3, 5), (5, 7), (11, 13), (17, 19), (29, 31), (41, 43), (59, 61), (71, 73), (101 , 103), (107, 109), (137, 139), (149, 151), (179, 181), (191, 193), (197, 199), (227, 229), (239, 241 ), (269, 271), (281, 283), (311, 313), (347, 349), (419, 421), (431, 433), (461, 463), (521, 523), (569, 571), (599, 601), (617, 619), (641, 643), (659, 661), (809, 811), (821, 823), (827, 829), (857 , 859), (881, 883)

## Numere perfecte
Numărul perfect este un număr întreg egal cu suma divizorilor săi, din care se exclude numărul însuși. Primele 10 numere perfecte sunt:
1. 6
2. 28
3. 496
4. 8128
5. 33 550 336
6. 8 589 869 056
7. 137 438 691 328
8. 2 305 843 008 139 952 128
9. 2 658 455 991 569 831 744 654 692 615 953 842 176
10. 191 561 942 608 236 107 294 793 378 084 303 638 130 997 321 548 169 216

## Numere raționale
În matematică, un număr rațional (sau în limbaj mai puțin riguros, o fracție) este un număr real care se poate exprima drept raportul a două numere întregi, de obicei scris sub formă de fracție ordinară: a/b, unde b este nenul. Numele "rațional" nu provine de la "rațiune"="gândire", ci de la "rație"="raport".
| Număr zecimal | Fracție | Notabilitate |
| ------------- | ------- | --- |
| 1             | 1/1     | Unu este identitatea multiplicativă. Unu este în mod trivial un număr rațional, deoarece este egal cu 1/1.                                      |
| -0,083 333... | -1/12   | Valoarea atribuită în mod intuitiv seriei 1+2+3....                                                                                             |
| 0,5           | 1/2     | O jumătate apare în mod obișnuit în ecuațiile matematice și în proporțiile lumii reale. O jumătate apare în formula pentru ariei unui triunghi. |
| 3,142 857...  | 22/7    | O aproximare utilizată pe scară largă pentru numărul {\displaystyle \pi }. Este mai mare decât numărul irațional {\displaystyle \pi }           |
| 0,166 666...  | 1/6     | O șesime. Apare adesea în ecuații matematice, cum ar fi în suma pătratelor numerelor întregi și în soluția problemei Basel.                     |

## Numere iraționale
În matematică, un număr irațional este un număr real care nu se poate exprima ca raportul a două numere întregi.
- Raportul de aur, notat cu litera grecească Φ (phi majuscul) sau cu φ (phi minuscul), care se citesc „fi”, este aproximativ egal cu 1,618033 și poate fi întâlnit în cele mai surprinzătoare împrejurări.
- rădăcina patrată a lui 2, notată {\displaystyle \scriptstyle {\sqrt {2}}}, cu valoarea aproximativă de 1,4142135.
- numărul π (pi), cu valoarea aproximativă de 3,141592653.
- numărul e, baza logaritmilor naturali, cu valoarea aproximativă 2,7182818.
- sin(1°) (sinusul unghiului de 1 grad).
- logaritmul zecimal al numărului 2.
- soluția ecuației algebrice x5 - 3x + 3 = 0. Această soluție este un număr real, irațional, deci care nu se poate exprima ca raport de doi întregi, și care însă, altfel decât s-ar putea crede, nu se poate exprima nici prin rădăcini (radicali), de nici un ordin.

## Numere triunghiulare
Un număr triunghiular este numărul de puncte dintr-un triunghi echilateral umplut uniform cu puncte. De exemplu, trei puncte pot forma un triunghi și deci 3 este un număr triunghiular. Al n-lea număr triunghiular este numărul de puncte dintr-un triunghi cu n puncte pe latură.
Echivalent, un număr triunghiular este suma primelor n numere naturale de la 1 la n.
Primele numere triunghiulare sunt: 0, 1, 3, 6, 10, 15, 21, 28, 36, 45, 55, 66, 78, 91, 105, 120, 136, 153, 171, 190, 210, 231, 253, 276, 300, 325, 351, 378, 406, 435, 465, 496, 528, 561, 595, 630, 666, 703, 741, 780, 820, 861, 903, 946, 990, 1035, 1081, 1128, 1176, 1225, 1275, 1326, 1378, 1431.

## Numere reale
Mulțimea numerelor reale este alcătuită din mulțimea numerelor pozitive și negative, cu oricâte zecimale (inclusiv cu un număr infinit de zecimale). Numerele reale sunt definite intuitiv ca fiind acele numere care sunt în corespondență unu-la-unu cu punctele de pe o dreaptă infinită: axa numerelor.  Numerele reale pot fi raționale sau iraționale, algebrice sau transcendente, pozitive sau negative. Numerele reale iraționale pot fi aproximate prin numere raționale prin aproximație diofantică.
Următoarea listă include numere reale despre care nu s-a dovedit dacă sunt iraționale și nici transcendente:
| Nume și simbol                            | Valoare zecimală                              | Note |
| ----------------------------------------- | --------------------------------------------- | --- |
| Constanta Euler–Mascheroni, γ             | 0.577215664901532860606512090082...           | Poartă numele matematicienilor Leonhard Euler și Lorenzo Mascheroni. Este definită ca limita diferenței dintre seriile armonice și logaritmul natural. Se crede că este număr transcendent, dar nu s-a dovedit. |
| Constanta Euler–Gompertz, δ               | 0.596 347 362 323 194 074 341 078 499 369...  | S-a arătat că cel puțin una dintre constantele Euler-Mascheroni {\displaystyle \gamma } sau Euler-Gompertz {\displaystyle \delta } este un număr transcendent.                                                  |
| Constanta lui Catalan, G                  | 0.915965594177219015054603514932384110774...  | Nu se știe dacă acest număr este irațional. |
| Constanta lui Khinchin, K0                | 2.685452001...                                | Nu se știe dacă acest număr este irațional. |
| Prima constantă a lui Feigenbaum, δ       | 4.6692...                                     | Se crede că ambele constante Feigenbaum sunt transcendente, dar nu s-a dovedit. |
| A 2-a constantă a lui Feigenbaum, α       | 2.5029...                                     | Se crede că ambele constante Feigenbaum sunt transcendente, dar nu s-a dovedit. |
| Constanta lui Glaisher–Kinkelin, A        | 1.28242712...                                 | |
| Constanta lui Barban                      | 2.596536...                                   | |
| Constanta lui Backhouse                   | 1.456074948...                                | |
| Constanta Fransén–Robinson, F             | 2.8077702420...                               | |
| Constanta lui Lévy, γ                     | 3.275822918721811159787681882...              | |
| Constanta lui Mills, A                    | 1.30637788386308069046...                     | Nu se știe dacă acest număr este irațional.(Finch 2003) |
| Constanta lui Murata                      | 2.826419...                                   | |
| Constanta Ramanujan–Soldner, μ            | 1.451369234883381050283968485892027449493...  | |
| Constanta lui Sierpiński, K               | 2.5849817595792532170658936...                | |
| Totient summatory constant                | 1.339784...                                   | |
| Constanta lui Van der Pauw, π/ln 2        | 4.53236014182719380962...                     | |
| Constanta lui Vardi, E                    | 1.264084735305...                             | |
| Constanta Favard, K1                      | 1.57079633...                                 | |
| Somos' quadratic recurrence constant, σ   | 1.661687949633594121296...                    | |
| Constanta lui Niven, c                    | 1.705211...                                   | |
| Constanta lui Brun, B2                    | 1.902160583104...                             | Iraționalitatea acestui număr ar fi o consecință a adevărului infinitului numerelor prime gemene. |
| Landau's totient constant                 | 1.943596...                                   | |
| Brun's constant for prime quadruplets, B4 | 0.8705883800...                               | |
| Quadratic class number constant           | 0.881513...                                   | |
| Constanta lui Viswanath, σ(1)             | 1.1319882487943...                            | |
| Constanta Khinchin–Lévy                   | 1.1865691104...                               | Acest număr reprezintă probabilitatea ca trei numere aleatorii să nu aibă un factor comun mai mare de 1. |
| Constanta lui Sarnak                      | 0.723648...                                   | |
| Constanta Landau–Ramanujan                | 0.76422365358922066299069873125...            | |
| C(1)                                      | 0.77989340037682282947420641365...            | |
| Z(1)                                      | −0.736305462867317734677899828925614672...    | |
| Constanta Heath-Brown–Moroz, C            | 0.001317641...                                | |
| Constanta Kepler–Bouwkamp                 | 0.1149420448...                               | |
| Constanta MRB                             | 0.187859...                                   | Nu se știe dacă acest număr este irațional. |
| Constanta Meissel–Mertens, M              | 0.2614972128476427837554268386086958590516... | |
| Constanta lui Bernstein, β                | 0.2801694990...                               | |
| Strongly carefree constant                | 0.286747...                                   | |
| Constanta Gauss–Kuzmin–Wirsing, λ1        | 0.3036630029...                               | |
| Constanta Hafner–Sarnak–McCurley          | 0.3532363719...                               | |
| Constanta lui Artin                       | 0.3739558136...                               | |
| Carefree constant                         | 0.428249...                                   | |
| S(1)                                      | 0.438259147390354766076756696625152...        | |
| F(1)                                      | 0.538079506912768419136387420407556...        | |
| Constanta lui Stephens                    | 0.575959...                                   | |
| Constanta Golomb–Dickman, λ               | 0.62432998854355087099293638310083724...      | |
| Constanta primelor gemene, C2             | 0.660161815846869573927812110014...           | [ 28 ] |
| Constanta Feller–Tornier                  | 0.661317...                                   | |
| Limita Laplace, ε                         | 0.6627434193...                               | |
| Constanta lui Taniguchi                   | 0.678234...                                   | |
| Continued Fraction Constant, C            | 0.697774657964007982006790592551...           | |
| Constanta Embree–Trefethen                | 0.70258...                                    | |

## Constante fizice
Aceasta este o listă adăugată de la articolul Constantă fizică: 
| Constantă                                                                 | Simbol                                                                                | U.M.          | Valoare cf. CODATA 2006                      | Valoare cf. STAS 2848-89                     |
| ------------------------------------------------------------------------- | ------------------------------------------------------------------------------------- | ------------- | -------------------------------------------- | -------------------------------------------- |
| viteza luminii în vid                                                     | {\displaystyle c\,}                                                                   | m•s-1         | 299 792 458 (prin def.)                      | 299 792 458 (prin def.)                      |
| permeabilitatea vidului                                                   | {\displaystyle \mu _{0}\,}                                                            | N A-2         | 4π×10-7 (prin def.) = 12,566 370 614...×10-7 | 4π×10-7 (prin def.) = 12,566 370 614...×10-7 |
| permitivitatea vidului                                                    | {\displaystyle \epsilon _{0}={\frac {1}{\mu _{0}c^{2}}}}                              | F•m-1         | 8,854 187 817×10-12                          | 8,854 187 817×10-12                          |
| impedanța caracteristică a vidului                                        | {\displaystyle Z_{0}=\mu _{0}c\,}                                                     | Ω             | 376,730 313 461... (prin def.)               |                                              |
| constanta gravitațională                                                  | {\displaystyle G\,}                                                                   | m3•kg-1•s-2   | 6,674 28(67)×10-11                           | 6,672 59(85)×10-11                           |
| constanta lui Planck                                                      | {\displaystyle h\,}                                                                   | J•s           | 6,626 068 76(52)×10-34                       | 6,626 075 5(40)×10-34                        |
| constanta lui Dirac                                                       | {\displaystyle {\frac {\hbar }{2\pi }}}                                               | J•s           | 1,054 571 596(82)×10-34                      |                                              |
| masa lui Planck                                                           | {\displaystyle m_{\rm {P}}=\left({\frac {\hbar c}{G}}\right)^{1/2}}                   | kg            | 2,176 44(11)×10-8                            | 2,176 71(14)×10-8                            |
| lungimea lui Planck                                                       | {\displaystyle l_{\rm {P}}=\left({\frac {\hbar G}{c^{3}}}\right)^{1/2}}               | m             | 1,616 252(81)×10-35                          | 1,616 05(10)×10-35                           |
| timpul lui Planck                                                         | {\displaystyle t_{\rm {P}}=\left({\frac {\hbar G}{c^{5}}}\right)^{1/2}}               | s             | 5,391 24(27)×10-44                           | 5,390 56(34)×10-44                           |
| sarcina elementară                                                        | {\displaystyle e\,}                                                                   | C             | 1,602 176 487(40)×10-19                      | 1,602 177 33(49)×10-19                       |
| masa de repaus a electronului                                             | {\displaystyle m_{e}\,}                                                               | kg            | 9,109 382 15(45)×10-31                       | 9,109 388 7(54)×10-31                        |
| masa de repaus a protonului                                               | {\displaystyle m_{p}\,}                                                               | kg            | 1,672 621 637(83)×10-27                      | 1,672 623 1(10)×10-27                        |
| masa de repaus a neutronului                                              | {\displaystyle m_{n}\,}                                                               | kg            | 1,674 927 211(84)×10-27                      | 1,674 928 6(10)×10-27                        |
| unitatea atomică de masă                                                  | {\displaystyle m_{u}=1u\,}                                                            | kg            | 1,660 538 782(83)×10-27                      | 1,660 540 2(10)×10-27                        |
| numarul lui Avogadro                                                      | {\displaystyle L,N_{\rm {A}}\,}                                                       | -             | 6,022 141 79(30)×1023                        | 6,022 136 7(36)×1023                         |
| constanta lui Boltzmann                                                   | {\displaystyle k,k_{\rm {B}}\,}                                                       | J•K-1         | 1,380 6504(24)×10-23                         | 1,380 658(12)×10-23                          |
| constanta lui Faraday                                                     | {\displaystyle F\,}                                                                   | C•mol-1       | 9,648 533 99(24)×104                         | 9,648 540 2(10)×104                          |
| constanta universală a gazului ideal                                      | {\displaystyle R\,}                                                                   | J•K-1•mol-1   | 8,314 472(15)                                | 8,314 510(70)                                |
| zero pe scala Celsius                                                     |                                                                                       | °C            | -273,15 (prin def.)                          | -273,15 (prin def.)                          |
| volumul molar al gazului ideal, la p = 1 atm, t = 0°C                     | {\displaystyle V_{m}\,}                                                               | m3×10-3•mol-1 | 22,413 996(39)                               | 22,414 10(19)                                |
| atmosfera standard                                                        | atm                                                                                   | Pa            | 101 325 (prin def.)                          | 101 325 (prin def.)                          |
| constanta structurii fine                                                 | {\displaystyle \alpha ={\frac {\mu _{0}e^{2}c}{2h}}\,} {\displaystyle \alpha ^{-1}\,} | -             | 7,297 352 5376(50)×10-3 137,035 999 679(94)  | 7,297 353 08(33)×10-3 137,035 989 5(61)      |
| raza lui Bohr                                                             | {\displaystyle a_{0}\,}                                                               | m             | 5,291 772 085 9(36)×10-11                    | 5,291 772 49(24)×10-11                       |
| energia Hartree                                                           | {\displaystyle E_{\rm {h}}\,}                                                         | J             | 4,359 743 94(22)×10-18                       | 4,359 748 2(26)×10-18                        |
| constanta lui Rydberg                                                     | {\displaystyle R_{\infty }\,}                                                         | m-1           | 1,097 373 156 8527(83)×107                   | 1,097 373 153 4(13)×107                      |
| magnetonul lui Procopiu-Bohr                                              | {\displaystyle \mu _{\rm {B}}\,}                                                      | J•T-1         | 9,274 009 15(23)×10-24                       | 9,274 015 4(31)×10-24                        |
| momentul magnetic al electronului                                         | {\displaystyle \mu _{\rm {e}}\,}                                                      | J•T-1         | -9,284 763 77(23)×10-24                      | -9,284 770 1(31)×10-24                       |
| factorul Landé al electronului sin.: factorul g al electronului           | {\displaystyle g_{\rm {e}}\,}                                                         | -             | -2,002 319 304 3622(15)                      | -2,002 319 304 386(20)                       |
| magnetonul nuclear                                                        | {\displaystyle \mu _{\rm {N}}\,}                                                      | J•T-1         | 5,050 783 24(13)×10-27                       | 5,050 786 6(17)×10-27                        |
| momentul magnetic al protonului                                           | {\displaystyle \mu _{\rm {p}}\,}                                                      | J•T-1         | 1,410 606 662(37)×10-26                      | 1,410 607 61(47)×10-26                       |
| momentul magnetic ecranat al protonului într-o sferă de H2O, 25 °C        | {\displaystyle \mu '_{\rm {p}}\,}                                                     | J•T-1         | 1,410 570 419(38)×10-26                      | 1,410 571 38(47)×10-26                       |
| raportul giromagnetic al protonului                                       | {\displaystyle \gamma _{\rm {p}}\,}                                                   | s-1•T-1       | 2,675 222 099(70)×108                        | 2,675 221 28(81)×108                         |
| raportul giromagnetic necorectat al protonului într-o sferă de H2O, 25 °C | {\displaystyle {\frac {\gamma '_{\rm {p}}}{2\pi }}\,}                                 | M•Hz•T-1      | 42,577 4821(11)                              | 42,577 469(15)                               |
| constanta Stefan-Boltzmann                                                | {\displaystyle \sigma \,}                                                             | W•m-2•K-4     | 5,670 400(40)×10-8                           | 5,670 51(19)×10-8                            |
| prima constantă a radiației                                               | {\displaystyle c_{1}\,}                                                               | W•m2          | 3,741 771 18(19)×10-16                       | 3,741 774 9(22)×10-16                        |
| a doua constantă a radiației                                              | {\displaystyle c_{2}\,}                                                               | m•K           | 1,438 7752(25)×10-2                          | 1,438 769(12)×10-2                           |

## Listă de numere cu nume
- Numărul lui Eddington, NEdd (numărul total de protoni din Universul obsevabil)
- Numărul lui Euler, e ≈ 2.71828
- Googol, 10100
- Googolplex, 10(10100)
- Googolplexian, 10(10(10100))
- Numărul lui Graham
- Numărul lui Hardy–Ramanujan, 1729
- Constanta lui Kaprekar, 6174
- Numărul lui Moser
- Numărul lui Rayo
- Numărul lui Shannon
- Numărul lui Skewes

## Listă de clase de numere întregi
Sursa: Marius Coman, Enciclopedia matematică a claselor de numere întregi.
{{Coloane-listă|colwidth=30em|
- Număr abundent
- Număr Ahile
- Număr amiabil
- Număr Apéry
- Număr aproape perfect
- Număr Armstrong
- Număr aspirant
- Număr automorf
- Număr belgian
- Număr Bell
- Număr binomial
- Număr Blum
- Număr brazilian
- Număr Brier
- Număr briliant
- Număr Brown
- Număr Carmichael
- Număr Carol
- Număr Catalan
- Număr Catalan-Mersenn
- Număr centrat poligonal
- Număr Chernick
- Număr ciclic
- Număr ciudat
- Număr colosal abundent
- Număr columbian
- Număr compozitorial
- Număr compus
- Număr concatenat
- Număr Connell
- Număr congruent
- Număr consecutiv
- Număr consecutiv Smarandache
- Număr Conway-Guy
- Număr coprim
- Număr coprimorial
- Număr cototativ
- Număr cubic
- Număr Cullen
- Număr Cunningham
- Număr de tort
- Număr deficient
- Număr Delannoy
- Număr Demlo
- Număr Devaraj
- Număr Devlali
- Număr dublu Mersenne
- Număr dublu triunghiular
- Număr echidigital
- Număr egiptean
- Număr EPRN
- Număr Erdős-Woods
- Număr Euclid
- Număr Euclid-Mullin
- Număr excesiv
- Număr exponențial perfect
- Număr extravagant
- Număr extrem abundent
- Număr extrem compus
- Număr extrem compus superior
- Număr extrem cototient
- Număr extrem totient
- Număr factorial
- Număr fericit
- Număr Fermat
- Număr Fibonacci
- Număr fibonorial
- Număr figurativ
- Număr Fortunate
- Număr Franel
- Număr Friedman
- Număr frugal
- Număr Giuga
- Număr Göbel
- Număr Hamming
- Număr Hardy-Ramanujan
- Număr harshad
- Număr hemiperfect
- Număr Hilbert
- Număr hiperperfect
- Număr Hofstadter
- Număr idempotent
- Număr impar
- Număr intangibil
- Număr interesant
- Număr înlănțuit aditiv
- Număr înlănțuit Brauer
- Număr întreg
- Număr întreg negativ
- Număr întreg pozitiv
- Număr Jacobsthal
- Număr Jacobsthal-Lucas
- Număr Kaprekar
- Număr Keith
- Număr Kin
- Număr Knödel
- Număr Korselt
- Număr Kynea
- Număr Lah
- Număr Leyland
- Număr Lychrel
- Număr logodit
- Număr Lucas
- Număr maleabil
- Număr Markov
- Număr Matijasevič
- Număr Mersenne
- Număr Mian-Chowla
- Număr minunat
- Număr Moser-de Bruijn
- Număr Motzkin
- Număr multifactorial
- Număr multiperfect
- Număr Narayana
- Număr narcisist
- Număr natural
- Număr nefericit
- Număr neobișnuit
- Număr neuniform
- Număr Niven
- Număr nontotient
- Număr norocos Euler
- Număr norocos Ulam
- Număr Newman-Shanks-Williams
- Număr ondulatoriu
- Număr Ore

Numerele Ore sunt numerele n cu proprietatea că numărul {\displaystyle n*\tau (n)/\sigma (n)} este întreg, unde {\displaystyle \sigma (n)} și {\displaystyle \tau (n)} reprezintă suma divizorilor, respectiv numărul divizorilor lui n. Numerele Ore mai sunt denumite numere cu divizor armonic. Primele numere Ore sunt: 
1, 6, 28, 140, 270, 496, 672, 1638, 2970, 6200, 8128, 8190, 18600, 18620, 27846, 30240, 32760, 55860, …
- Număr Padovan
- Număr palindromic
- Număr pandigital
- Număr par
- Număr pătratic
- Număr Pell
- Număr Pell-Lucas
- Număr perfect
- Număr perfect totient
- Număr perfect unitar
- Număr Perrin
- Număr persistent
- Număr Pisano
- Număr pitagoreic
- Număr platonician
- Număr poligonal
- Număr poligonal central
- Număr politicos
- Număr potrivit
- Număr Poulet
- Număr practic
- Număr prietenos
- Număr prietenos Smarandache
- Număr prim
- Număr primitiv
- Număr primorial
- Număr Proth
- Număr pseudoperfect
- Număr pseudoprim
- Număr pseudo-Smarandache
- Număr puternic
- Număr quasi-amiabil
- Număr quasi-Carmichael
- Număr quasi-perfect
- Număr rar
- Număr rectangular
- Număr refactorabil
- Număr regulat
- Număr repdigit
- Număr repfigit
- Număr repunit
- Număr reversat
- Număr Riesel
- Număr risipitoar
- Număr rotund
- Număr Sarrus
- Număr Schröder
- Număr Segner
- Număr semiperfect
- Număr semiprim
- Număr sfenic
- Număr Sierpiński
- Număr slab totient
- Număr Smarandache
- Număr Smarandache-Fibonacci
- Număr Smarandache-Radu
- Număr Smarandache-Wellin
- Număr Smith
- Număr sociabil
- Număr solitar
- Număr Somos
- Număr Stern-Brocot
- Număr Størmer
- Număr subfactorial
- Număr sublim
- Număr superabundent
- Număr superfactorial
- Număr superperfect
- Număr superprimorial
- Număr super-Poulet
- Număr Thabit
- Număr totativ
- Număr triunghiular
- Număr Ulam
- Număr umil
- Număr uniform
- Număr vampir
- Număr Wilson
- Număr Woodall
- Număr Wolstenholm
- Număr Zeisel
- Număr Zsigmondy

```
(număr)|672]], 1638, 2970, 6200, 8128, 8190, 18600, 18620, 27846, 30240, 32760, 55860, …
```

- Număr Padovan
- Număr palindromic
- Număr pandigital
- Număr par
- Număr pătratic
- Număr Pell
- Număr Pell-Lucas
- Număr perfect
- Număr perfect totient
- Număr perfect unitar
- Număr Perrin
- Număr persistent
- Număr Pisano
- Număr pitagoreic
- Număr platonician
- Număr poligonal
- Număr poligonal central
- Număr politicos
- Număr potrivit
- Număr Poulet
- Număr practic
- Număr prietenos
- Număr prietenos Smarandache
- Număr prim
- Număr primitiv
- Număr primorial
- Număr Proth
- Număr pseudoperfect
- Număr pseudoprim
- Număr pseudo-Smarandache
- Număr puternic
- Număr quasi-amiabil
- Număr quasi-Carmichael
- Număr quasi-perfect
- Număr rar
- Număr rectangular
- Număr refactorabil
- Număr regulat
- Număr repdigit
- Număr repfigit
- Număr repunit
- Număr reversat
- Număr Riesel
- Număr risipitoar
- Număr rotund
- Număr Sarrus
- Număr Schröder
- Număr Segner
- Număr semiperfect
- Număr semiprim
- Număr sfenic
- Număr Sierpiński
- Număr slab totient
- Număr Smarandache
- Număr Smarandache-Fibonacci
- Număr Smarandache-Radu
- Număr Smarandache-Wellin
- Număr Smith
- Număr sociabil
- Număr solitar
- Număr Somos
- Număr Stern-Brocot
- Număr Størmer
- Număr subfactorial
- Număr sublim
- Număr superabundent
- Număr superfactorial
- Număr superperfect
- Număr superprimorial
- Număr super-Poulet
- Număr Thabit
- Număr totativ
- Număr triunghiular
- Număr Ulam
- Număr umil
- Număr uniform
- Număr vampir
- Număr Wilson
- Număr Woodall
- Număr Wolstenholm
- Număr Zeisel
- Număr Zsigmondy

]]

### Listă de clase de numere prime
- Număr prim absolut
- Număr prim aditiv
- Număr prim aproximativ fibonorial
- Număr prim asigurat
- Număr prim bun
- Număr prim Chen
- Număr prim circular
- Număr prim constelație
- Număr prim echilibrat
- Număr prim elitist
- Număr prim Euler
- Număr prim factorial
- Număr prim Fibonacci-Wieferich
- Numere prime gemene
- Număr prim interior
- Număr prim izolat
- Număr prim înlănțuite Cunningham
- Număr prim înlănțuit geamăn
- Număr prim Labos
- Număr prim lung
- Număr prim mănunchi
- Număr prim Mersenne
- Număr prim Mills
- Număr prim minimal
- Număr prim permutabil
- Număr prim Pierpont
- Număr prim Pillai
- Număr prim plat
- Număr prim probabil
- Număr prim progresiv
- Număr prim quasi-fibonorial
- Număr prim Ramanujan
- Număr prim reversibil
- Număr prim Rowland
- Număr prim sexy
- Număr prim slab
- Număr prim Smarandache
- Număr prim Solinas
- Număr prim Sophie Germain
- Număr prim Stern
- Număr prim subțire
- Număr prim tare
- Număr prim titanic
- Număr prim trunchiabil
- Număr prim unic
- Număr prim verișor
- Număr prim Wagstaff
- Număr prim Wall-Sun-Sun
- Număr prim Wieferich
- Pseudoprim Catalan
- Pseudoprim Cipolla
- Pseudoprim Euler
- Pseudoprim Fermat
- Pseudoprim Fibonacci
- Pseudoprim Lucas
- Pseudoprim Perrin
- Pseudoprim tare